# Falkenbergs Blåsorkester
Falkenbergs blåsorkester är en blåsorkester från Falkenberg. Orkestern grundades 1942 och har sitt ursprung i ortens arbetarekommun.. De spelar allt från sakral musik till marschmusik.